# Lex Claudia
Lex Claudia was de naam van meerdere Romeinse wetten.

## Lex Claudia de senatoribus (218 v.Chr.)
De lex Claudia de senatoribus was een plebiscitum van de tribunus plebis Quintus Claudius uit 218 v.Chr. dat geen senator of senatorszoon een zeeschip mocht hebben van meer dan 300 amphorae (76 hectoliter) inhoud. Hierdoor werd het aan de senatoren onmogelijk gemaakt handel te drijven. Deze maatregel heeft indirect het grootgrondbezit in Italië in de hand gewerkt, daar de senatoren voortaan hun geld in land belegden.

## Lex Claudia de sociis (177 v.Chr.)
De lex Claudia de sociis was een consulaire wet van Gaius Claudius Pulcher uit 177 v.Chr., dat de Latijnen, die zich te Rome ophielden, deze stad moesten verlaten en naar hun eigen steden terugkeren. De bedoeling was, de ontvolking van de Latijnse steden te voorkomen.

## Lex Claudia (95 v.Chr.)
De lex Claudia ging over de coöptatie van de senaat van Halesa. Het was een verordening van de praetor Gaius Claudius Pulcher.

## Lex Claudia
De lex Claudia was een verbod van keizer Claudius om aan minderjarigen geld te lenen.